# Jingbian
Jingbian, tidigare romaniserat Tsingpien, är ett härad som lyder under Yulins stad på prefekturnivå i Shaanxi-provinsen i norra Kina.